# Ямолкіно (Моргауський район)
Ямо́лкіно (рос. Ямолкино, чув. Ямолкă) — присілок у Чувашії Російської Федерації, у складі Великосундирського сільського поселення Моргауського району.
Населення — 5 осіб (2010; 7 в 2002, 39 в 1979; 62 в 1939, 48 в 1926, 51 в 1897, 19 в 1858).

## Історія
Історична назва — Ямулкін. Утворився як околоток присілку Татаркаси (Великі Татаркаси). До 1866 року селяни мали статус державних, займались землеробством, тваринництвом, ковальством. 1933 року утворено колгосп «Друга п'ятирічка». До 1920 року присілок перебував у складі Татаркасинської волості Козьмодемьянського, до 1927 року — Чебоксарського повіту. 1927 року присілок переданий до складу Татаркасинського району, 1939 року — до складу Сундирського, 1962 року — до складу Ядрінського, 1964 року — до складу Моргауського району.